# Cuento de Navidad (telefilme)
Cuento de Navidad es un telefilme español dirigido por Paco Plaza incluido en "Películas para no dormir".

## Sinopsis
La película empieza con una mujer buscando a un tal Taylor, pero se encuentra con un Zombi al cual él mata y luego se besa con la chica.
Durante la Navidad de 1985, cuatro  amigos, Koldo, Peti, Eugenio y Tito, se reúnen en su casa club a ver The Karate Kid pero son interrumpidos por su amiga Moni, quien los llama a un bosque cerca de un parque acuático abandonado en el cual ellos juegan. Cuando llegan encuentran a una mujer en un agujero disfrazada de Papá Noel, quien les pide ayuda para salir. Koldo y Peti van a la comisaría a buscar a un policía, donde Peti ve un cartel de una criminal llamada Rebeca Expósito que se parece a la mujer del agujero. Ellos vuelven y le arrojan una piedra a la mujer, tirándola de nuevo al agujero y luego le dicen a sus amigos la razón de por qué la golpearon y se deciden quedársela por un tiempo llevándole comida y también cambiarse el nombre, así Rebeca no los reconoce. Al otro día, Koldo, tratando de espiar a Momi mientras se cambiaba, ve en la televisión un aviso donde sale Rebeca donde dicen que robó dos millones de un banco así que los chicos se reúnen de nuevo para convencerla de que les dé el dinero para poderla sacar, a lo cual ella se niega. Deciden dejarla en el pozo hasta que les diga dónde está el dinero. Luego, Moni y Koldo se reúnen para poder darle de comer así no muere, pero cuando ella se va a darle la comida es detenida por Eugenio y Peti quienes se la roban y también revelan su verdadero nombre a Rebeca y luego empieza a llorar. Ella la llama preguntándole qué le hicieron y Moni le dice que le robaron la comida que le traía y Rebeca  le dice que es muy buena y que no es como los demás. Le pide también que le large la cuerda pero Moni es detenida por Tito. 
Ese mismo día Eugenio y Peti ven "Invasión Zombie" copiando el rito vudú de la película para convertir a Rebeca en zombi matando a una gallina. Al otro día todos se reúnen desesperados porque todavía no logran encontrar los dos millones así que como último intento deciden ir con Rebeca y hacerle desear comida convenciéndola de dar el dinero. Cuando van al agujero encuentran a Rebeca supuestamente muerta, así que van todos con la policía para confesar. Sin embargo, cuando llegan al agujero ya no hay nada pero Peti y Eugenio saben que hicieron mal las cosas y las revelan echándose todos la culpa de lo sucedido, y luego todos con miedo se dirigen a la casa club porque notan que se mueve mucho la campanilla que la conecta. Peti entra y les hace una broma pero Rebeca se le aparece por atrás y luego todos salen corriendo al parque acuático abandonado.  Koldo y Moni van al almacén, Peti y Eugenio se quedan en el puente y Tito enciende las luces, pero en ese momento aparece Rebeca y deciden sacrificarse para clavarle algo en el ojo izquierdo para matarla. primero va Moni corriendo por el puente luego Tito por otro puente y por último Eugenio que tiene un accidente y casi es agarrado por Rebeca pero Koldo llega justo al Área de Baile/Boliche llevándola al almacén haciendo que Peti le clave todo en un costado de su cabeza sin éxito Tito es descubierto por ella quien lo persigue hasta el super tobogán luego Tito se las arregla para esconderse y luego empujar a Rebeca con la patada de "Karate Kid" haciendo que esta se clave un filo en el ojo pero cuando todos la ven se enteran de que no era ningún zombi sino que todo era fantasía así que deciden devolverla al agujero y hacen el juramento el cual es "ha nadie nada nunca ni de esto ni de mí ni de ninguno de nosotros" y finalmente Eugenio le presta la película a Tito donde se revela que si una persona hacia el rito antes de que la otra persona muriera las consecuencias serían terribles y haciendo que esa persona se vengara de una manera mortífera asustando a Tito. 
De repente suena la campanilla de la casa club y cuando Tito va a ver cambia a Moni despertándose y sintiendo la voz de Koldo por el Walkie-talkie. Pero luego su voz se corta y ella sale en busca de todos ya que su conexión no arranca con nadie así que se dirige al agujero pensado que están todos allí y ahí se encuentra la gallina que mataron Eugenio y Peti, pero parece que cuando ve al agujero ve a todos muertos y luego aparece Rebeca diciéndole "a nadie nada nunca ni de esto ni de mí ni de ninguna de nosotras" y luego se va dejando a Moni sola y así terminando la peli.

## Reparto
- Maru Valdivielso: Rebeca Expósito
- Christian Casas: Koldo
- Roger Babià: Peti
- Pau Poch: Tito
- Daniel Casadellà: Eugenio
- Ivana Baquero: Mónica "Moni" Gallart
- Elsa Pataky: Ekran
- Loquillo: Taylor
- José Torija: Charles (zombi)
- Antonio Duque: Nets

- Datos: Q18649810